# Liste der Kulturgüter in Court
Die Liste der Kulturgüter in Court enthält alle Objekte in der Gemeinde Court im Kanton Bern, die gemäss der Haager Konvention zum Schutz von Kulturgut bei bewaffneten Konflikten, dem Bundesgesetz vom 20. Juni 2014 über den Schutz der Kulturgüter bei bewaffneten Konflikten sowie der Verordnung vom 29. Oktober 2014 über den Schutz der Kulturgüter bei bewaffneten Konflikten unter Schutz stehen.
Es sind weder A-Objekte noch B-Objekte auf dem Gemeindegebiet ausgewiesen, Objekte der Kategorie C fehlen zurzeit (Stand: 4. Februar 2024). Unter übrige Baudenkmäler sind Objekte zu finden, die im Bauinventar des Kantons Bern als «schützenswert» verzeichnet sind.

## Übrige Baudenkmäler
Hinweis: Als Objekt-Identifikator (ID) wird die Grundstücksnummer verwendet.
| ID   | Foto |                                                                          | Objekt                                                                     | Typ | Standort                            | Beschreibung |
| ---- | ---- | ------------------------------------------------------------------------ | -------------------------------------------------------------------------- | --- | ----------------------------------- | ------------ |
| 28   | ja   | Datei hochladen · Wikidata zu Schulhaus (1885) (Q124424282)              | Schulhaus (1885) / Ecole (1885)                                            | G   | Rue Centrale 2 592318 / 232061      |              |
| 45   | BW   | Datei hochladen                                                          | Villa (1908)                                                               | G   | Rue des Gorges 43 593007 / 232473   |              |
| 206  | BW   | Datei hochladen                                                          | Ehemaliges Bauernhaus (1867) / Ancienne ferme (1867)                       | G   | Rue de la Golatte 1 592254 / 232114 |              |
| 327  | BW   | Datei hochladen                                                          | Ehemaliges Bauernhaus (1857) / Ancienne ferme (1857)                       | G   | Rue du Temple 10 592164 / 232102    |              |
| 397  | ja   | Datei hochladen · Wikidata zu Reformierte Kirche (1861–1864) (Q55415409) | Reformierte Kirche (1861–1864) / Temple réformé (1861–1864)                | G   | Rue du Temple 26 591953 / 232118    |              |
| 522  | BW   | Datei hochladen                                                          | Speicher (1751) / Grenier (1751)                                           | G   | Mont-Girod 2a 590730 / 233379       |              |
| 651  | BW   | Datei hochladen                                                          | Villa (um 1906)                                                            | G   | Rue Centrale 31 592563 / 232199     |              |
| 651  | BW   | Datei hochladen                                                          | Gartenpavillon (frühes 20. Jh.) / Pavillon de jardin (début 20ème s.)      | G   | Rue Centrale 31a 592548 / 232203    |              |
| 672  | BW   | Datei hochladen                                                          | Fabrik (1906) / Fabrique (1906)                                            | G   | Rue des Gorges 3 592594 / 232233    |              |
| 679  | BW   | Datei hochladen                                                          | Ehemaliger Speicher (17. Jh.) / Ancien grenier (17ème s.)                  | G   | Rue de la Valle 26a 592476 / 231899 |              |
| 717  | BW   | Datei hochladen                                                          | Villa (1900)                                                               | G   | Rue des Gorges 1 592595 / 232209    |              |
| 772  | BW   | Datei hochladen                                                          | Villa (1906)                                                               | G   | Rue de l’Avenir 16 592551 / 232269  |              |
| 772  | BW   | Datei hochladen                                                          | Hühnerstall (frühes 20. Jh.) / Poulailler (début 20ème s.)                 | G   | Rue de l’Avenir 16a 592537 / 232282 |              |
| 979  | BW   | Datei hochladen                                                          | Wohn- und Geschäftshaus (1907) / Maison d’habitation et commerciale (1907) | G   | Rue du Temple 3 592247 / 232066     |              |
| 996  | BW   | Datei hochladen                                                          | Wohn- und Geschäftshaus (1900) / Maison d’habitation et commerce (1900)    | G   | Rue Centrale 16 592418 / 232100     |              |
| 1018 | BW   | Datei hochladen                                                          | Doppelscheune (18. Jh.)                                                    | G   | Rue de la Valle 5a 592378 / 231986  |              |
| 1064 | BW   | Datei hochladen                                                          | Bauernhaus (1837) / Ferme (1837)                                           | G   | Rue de la Valle 3 592347 / 231980   |              |
| 1170 | BW   | Datei hochladen                                                          | Villa (1900)                                                               | G   | Rue Centrale 11 592402 / 232172     |              |
| 1170 | BW   | Datei hochladen                                                          | Gartenpavillon (1900) / Pavillon de jardin (1900)                          | G   | Rue Centrale 11a 592391 / 232163    |              |
| 1170 | BW   | Datei hochladen                                                          | Gartenhaus oder Hühnerstall (1900) / Maison de jardin ou poulailler (1900) | G   | Rue Centrale 11b 592389 / 232181    |              |
| 1208 | BW   | Datei hochladen                                                          | Ehemaliges Bauernhaus (1867) / Ancienne ferme (1867)                       | G   | Rue Centrale 9 592382 / 232134      |              |
| 1552 | BW   | Datei hochladen                                                          | Fabrik (spätes 19. Jh.) / Fabrique (fin 19ème s.)                          | G   | Rue du Moulin 14 592238 / 231943    |              |
| 2105 | BW   | Datei hochladen                                                          | Ehemaliges Bauernhaus (1873) / Ancienne ferme (1873)                       | G   | Rue du Temple 38 591702 / 232092    |              |
| 2192 | BW   | Datei hochladen                                                          | Bauernhaus (1. Hälfte 19. Jh.) / Ferme (1ère moitié 19ème s.)              | G   | Rue de la Valle 14 592363 / 231911  |              |
| 2211 | BW   | Datei hochladen                                                          | Speicher (1690) / Grenier (1690)                                           | G   | Rue de la Valle 34 592564 / 231998  |              |

Hinweis zur Legende: Anstelle der KGS-Nummer wird als Objekt-Identifikator (ID) die Grundstücksnummer verwendet.